# Kalkun (fugleslægt)
Kalkuner er en gruppe fugle, der består af to arter. Som hos mange andre hønsefugle er hunnen mindre end hannen og mindre farverig. Med et imponerende vingefang på typisk 1,5-2 meter er kalkunen den største fugl i sit habitat og bliver sjældent forvekslet med andre arter.
Kalkuner er et populært jagtbytte, specielt i Nordamerika.
- Den største kalkunart Meleagris gallopavo fra Birds of America.
- Vild kalkun, afbildet i Birds of America.